# Ґоргем (Мен)
Ґоргем (англ. Gorham) — місто (англ. town) в США, в окрузі Камберленд штату Мен. Населення — 18 336 осіб (2020). У місті розташовано один з трьох кампусів Університету Південного Мена. Ґоргем є частиною агломерації Портленд  — Саут-Портленд  — Біддефорд.

## Географія
Згідно бюро перепису населення США, загальна площа міста — 132,8 км², з яких: 131,2 км² — суша та 1,6 км² (1,23 %) — вода.

## Демографія
Згідно з переписом 2010 року, у місті мешкала 16 381 особа в 5719 домогосподарствах у складі 4064 родин. Було 5972 помешкання
Расовий склад населення:
| - 96,5 % — білих - 0,9 % — азіатів - 0,7 % — чорних або афроамериканців - 0,3 % — корінних американців |

До двох чи більше рас належало 1,4 %. Частка іспаномовних становила 0,9 % від усіх жителів.
За віковим діапазоном населення розподілялося таким чином: 22,6 % — особи молодші 18 років, 65,5 % — особи у віці 18—64 років, 11,9 % — особи у віці 65 років та старші. Медіана віку мешканця становила 38,0 року. На 100 осіб жіночої статі у місті припадало 93,6 чоловіків;  на 100 жінок у віці від 18 років та старших — 90,9 чоловіків також старших 18 років.
Середній дохід на одне домашнє господарство  становив 93 625 доларів США (медіана — 76 267), а середній дохід на одну сім'ю — 105 442 долари (медіана — 92 917). Медіана доходів становила 57 224 долари для чоловіків та 46 020 доларів для жінок. За межею бідності перебувало 4,9 % осіб, у тому числі 3,4 % дітей у віці до 18 років та 4,3 % осіб у віці 65 років та старших.
Цивільне працевлаштоване населення становило 9604 особи. Основні галузі зайнятості: освіта, охорона здоров'я та соціальна допомога — 30,0 %, роздрібна торгівля — 12,6 %, науковці, спеціалісти, менеджери — 11,7 %.

## Галерея

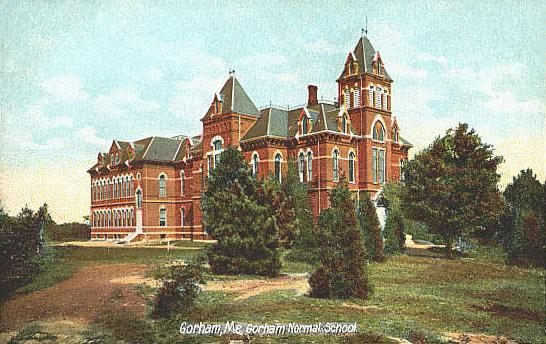
Школа в Ґоргемі, 1905 (тепер Університет Південного Мена)
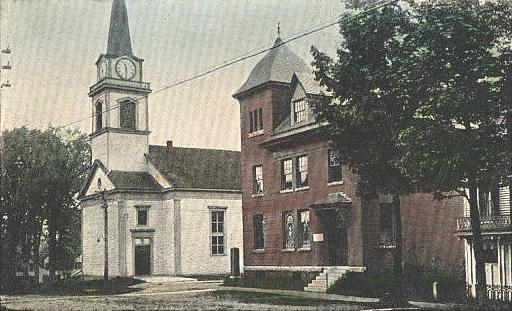
Церква та каплиця, 1915